# Roberto Perfumo
(Giovanni Arpino in Azzurro tenebra commentando l'autogoal di Perfumo in Italia-Argentina 1-1 al campionato mondiale 1974)
Roberto Alfredo Perfumo (Sarandí, 3 ottobre 1942 – Buenos Aires, 10 marzo 2016) è stato un calciatore, allenatore di calcio e giornalista argentino, di ruolo difensore.
Ha giocato con Racing Club, Cruzeiro e River Plate e per 10 anni ha rappresentato l'Argentina con la quale prese parte ai campionati mondiali del 1966 e del 1974; allenatore dopo il ritiro dall'attività agonistica, è passato in seguito alla carriera giornalistica, divenendo opinionista per ESPN in lingua spagnola.

## Biografia
Roberto Perfumo passa la sua infanzia a Sarandí: suo padre, Roberto Perfumo, è un macellaio, mentre la madre Gloria una segretaria scolastica, i quali oltre a lui hanno anche tre figlie minori.
Uscito dalle squadre minori del River Plate si afferma nel Racing Club Avellaneda di Buenos Aires vincendo il campionato del 1966.
Ha giocato anche nel Cruzeiro e ritorna nel River Plate, ottenendo il titolo argentino.
In nazionale ha giocato 37 partite partecipando prima ai Giochi Olimpici di Tokyo 1964 e poi ai mondiali del 1966 e del 1974, in quest'ultimo caso portando la fascia di capitano. Segna tra l'altro un autogol nella partita contro l'Italia su tiro di Benetti che fisserà il risultato finale della partita sull'1-1.
Nel 1981 inizia la sua carriera di allenatore con il Sarmiento de Junín; successivamente passa alla guida del Racing Club Avellaneda, nel 1991, e del Gimnasia nel 1993.
In seguito divenne cronista sportivo e opinionista per Fútbol Para Todos, Radio Nacional Argentina ed ESPN in spagnolo;
Il 10 marzo 2016, all'età di 73 anni, ha subìto un grave trauma cranico a seguito di una caduta da una scala, caduta provocata da un aneurisma, durante una serata in un ristorante di Puerto Madero, quartiere di Buenos Aires che ha reso necessario un immediato ricovero. Muore poche ore dopo per le conseguenze del severo trauma cranico.

## Palmarès

### Giocatore

#### Club

##### Competizioni nazionali
- Campionato argentino: 4

Racing Club: 1966
River Plate: Metropolitano 1975, Nacional 1975, Metropolitano 1977
- Campionato Mineiro: 3

Cruzeiro: 1972, 1973, 1974

##### Competizioni internazionali
- Coppa Libertadores: 1

Racing Club: 1967
- Coppa Intercontinentale: 1

Racing Club: 1967

### Allenatore

#### Club

##### Competizioni nazionali
- Copa Centenario de la AFA: 1

Gimnasia La Plata: 1993